# Малый Изяк (посёлок)
Малый Изяк  (баш. Бала Иҙәк) — упразднённый посёлок на территории Благовещенского района Республики Башкортостан Российской Федерации. Включён в состав в 2005 году в состав деревни Нижний Изяк Изяковского сельсовета.

## География
Стоит на реке Узяк.
Улицы: Заречная, Первомайская

### Географическое положение
Расстояние (на 1 января 1969 года
- районного центра (Благовещенск): 27 км,
- центра сельсовета (Верхний Изяк): 4 км,
- ближайшей ж/д станции (Загородная): 19 км.

## История
Закон «О внесении изменений в административно-территориальное устройство Республики Башкортостан в связи с образованием, объединением, упразднением и изменением статуса населенных пунктов, переносом административных центров» от 20 июля 2005 года N 211-з постановил:

ст. 2. Объединить следующие населенные пункты с сохранением наименований:

4) в Благовещенском районе:

деревню Нижний Изяк, поселок Средний Изяк, поселок Малый Изяк Изяковского сельсовета, установив объединенному населенному пункту тип поселения — деревня, с сохранением наименования «Нижний Изяк»

## Население
По переписи 1939 года проживали 85 человек, 44 мужчины, 41 женщина (Населенные пункты Башкортостана [Текст] : статистический сборник : [в 4 т.] / [А. М. Ганиев, Р. Ш. Гатауллин, И. Б. Утяшева и др.] ; Территориальный орган Федеральной службы государственной статистики по Республике Башкортостан (Башкортостанстат). Т. 1: По материалам Всесоюзной переписи населения 1939 года. - печ. 2018. - 299 с., [8] л. ил., портр., факс., цв. ил. : ил., портр., табл.; ISBN 978-5-295-07052-5 : 1000 экз. С.135).

По переписи 1959 года проживали 77 человек, из них 29 мужчин, 48 женщин).
На 1 января 1969 года проживали 84 человека, преимущественно марийцы